# Canik
Canik ist eine Stadtgemeinde (Belediye) im gleichnamigen Ilçe (Landkreis) der Provinz Samsun an der türkischen Schwarzmeerküste und gleichzeitig eine Gemeinde der 1993 geschaffenen Büyüksehir belediyesi Samsun (Großstadtgemeinde/Metropolprovinz). Seit der Gebietsreform 2013 ist die Gemeinde flächen- und einwohnermäßig identisch mit dem Landkreis. Canik liegt ca. zwei km südöstlich des Zentrums der Provinzhauptstadt Samsun.
Der Landkreis entstand im Jahr 2008 (Gesetz Nr. 5747) durch die Aufteilung des zentralen Landkreises (Merkez Ilçe) der Provinzhauptstadt Samsun in drei neue Kreise: Atakum, Canik und İlkadım. Canik ist hierbei der südlichste davon und bestand ursprünglich aus 40 Dörfern (Köy) des zentralen Landkreises und der gleichnamigen Belediye. Diese hatte Ende 2008 65.724 Einwohner. Canik hat eine geringe Bevölkerung (15,4 % der „Kernstadt“, d. h. die drei erwähnten Kreise) und eine mittlere Fläche (34,3 %).
Im Zuge der Gebietsreform wurden 2013 alle Dörfer in Mahalle umgewandelt (heruntergestuft), die 13 Mahalle der Kreisstadt blieben erhalten. An deren Spitze steht ein Muhtar als oberster Beamter.
Ende 2020 lebten durchschnittlich 1.910 Menschen in jedem dieser 53 Mahalle. Gaziosmanpaşa Mah. (15.052), Karşıyaka Mah. (14.734), Hasköy Mah. (11.047) und Kuzey Yıldızı Mah. (10.373) waren die bevölkerungsreichsten.